# Opel Ampera-e
Opel Ampera-e – elektryczny samochód osobowy typu minivan klasy aut miejskich produkowany pod niemiecką marką Opel w latach 2017 – 2019.

## Historia i opis modelu

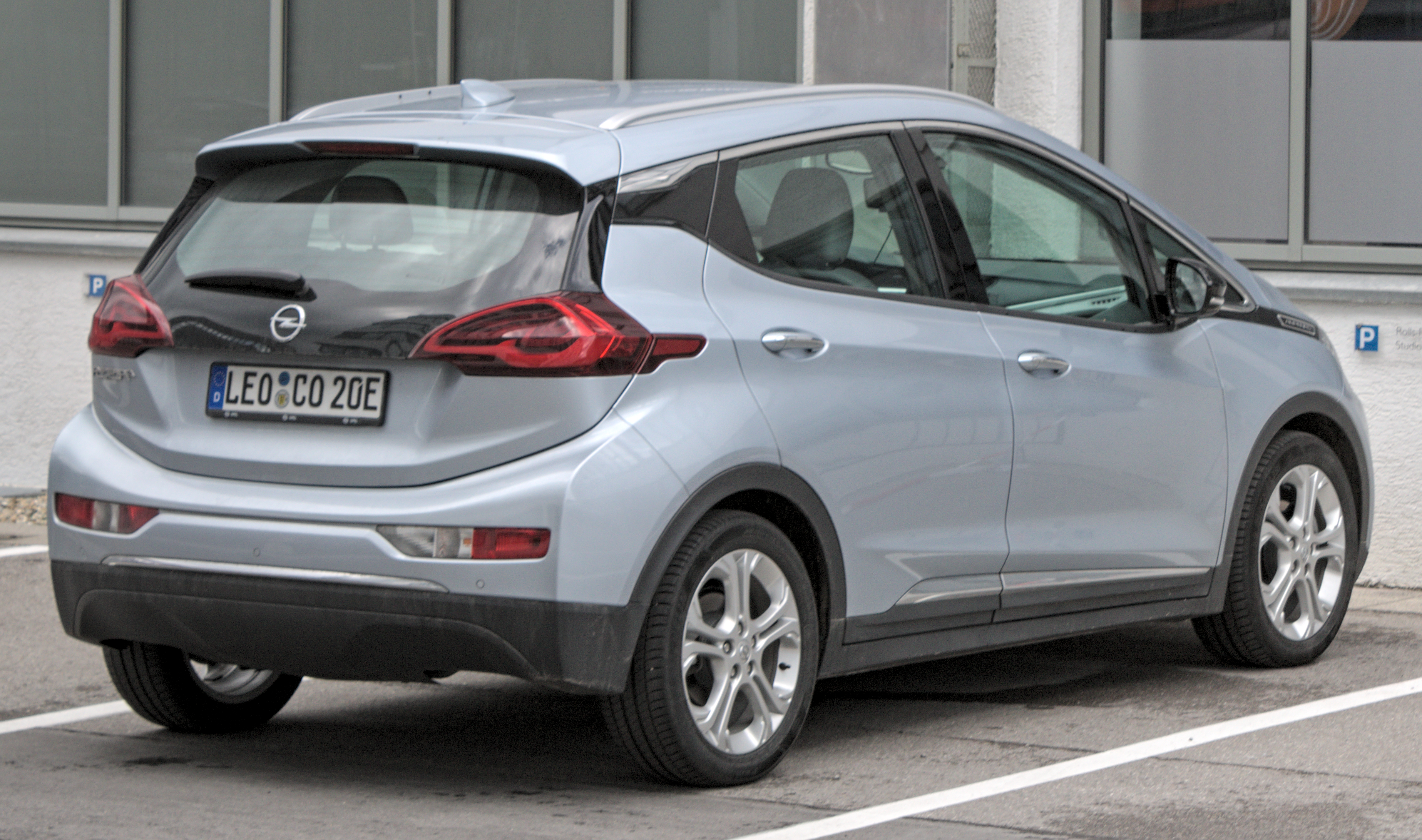
Opel Ampera - tył

Po dwuletniej przerwie, Opel postanowił przywrócić do użytku nazwę Ampera, dodając do niej literkę e, aby podkreślić zupełnie nową formułę, jaką przyjął model, który tym razem ją otrzymał. Ampera-e jest bowiem miejskim minivanem z napędem w pełni elektrycznym, który jest europejską odmianą amerykańskiego Chevroleta Bolt. Oficjalna premiera miała miejsce jesienią 2016 roku na Paris Motor Show.

### Sprzedaż
Sprzedaż Ampery-e ruszyła w kwietniu 2017 roku, jednak zdecydowały się na to jedynie wybrani lokalni importerzy Opla. Z powodu dużego zainteresowania m.in. w Norwegii i Holandii, konieczne było nawet zamknięcie listy zamówień. Ampera-e nie trafiła do regularnej sprzedaży w Polsce, jednak od końca 2019 roku była dostępna do wypożyczenia w Trójmieście w ramach firmy car-sharingowej MiiMove. Jest to ostatni model Opla powstały w ramach obecności tego koncernu w składzie General Motors. Jego import z amerykańskich zakładów Chevroleta zakończył się w 2019 roku na rzecz następcy - modelu Corsa-e.

### Dane techniczne
W pełni elektryczny napęd Ampery-e składa się z akumulatora, który umieszczono podłużnie w podłodze samochodu. Ma on pojemność 60 kWh, co przekłada się na moc 204 KM i moment obrotowy wynoszący 360 Nm. Deklarowany zasięg według Opla to ok. 500 kilometrów. Podczas niektórych testów udało się jednak osiągnąć wartości większe o nawet 200 kilometrów.